# Tim De Troyer
Pour les articles homonymes, voir De Troyer.
Tim De Troyer, né le 11 août 1990 à Alost, est un coureur cycliste belge.

## Biographie
Tim De Troyer naît le 11 août 1990 à Alost en Belgique.

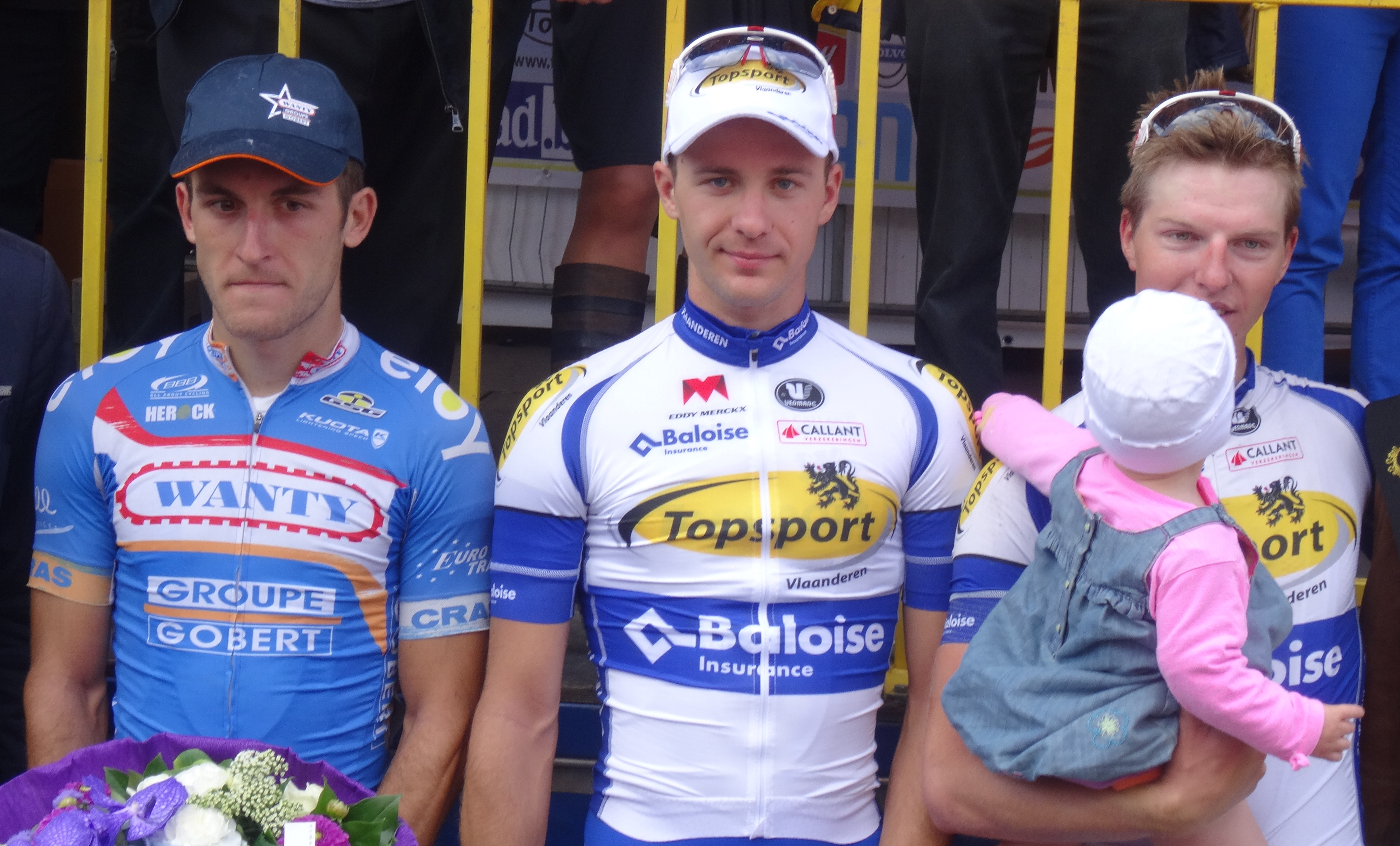
Podium de l'édition 2014 du Grand Prix de la ville de Zottegem : Tim De Troyer (2e), Edward Theuns (1er) et Zico Waeytens (3e).

En 2008, il termine 2e de Gent-Menen. Il remporte le Grand Prix Criquielion en 2011. Il fait son entrée l'année suivante dans l'équipe Ovyta-Eijssen-Acrog et devient champion provincial de Flandre-Orientale et termine 2e du championnat de Belgique espoirs. Il devient stagiaire dans l'équipe continentale professionnelle Accent Jobs-Wanty d'août à décembre 2012. 
Il est engagé l'année suivante par l'équipe. En 2014, celle-ci devient Wanty-Groupe Gobert. Il termine 2e du Grand Prix de la ville de Zottegem. En 2015, il remporte le Tour du Finistère, et termine fin juin 3e de l'Internationale Wielertrofee Jong Maar Moedig.
Il rejoint en 2017 l'équipe Vetrapo.

## Palmarès et classements mondiaux

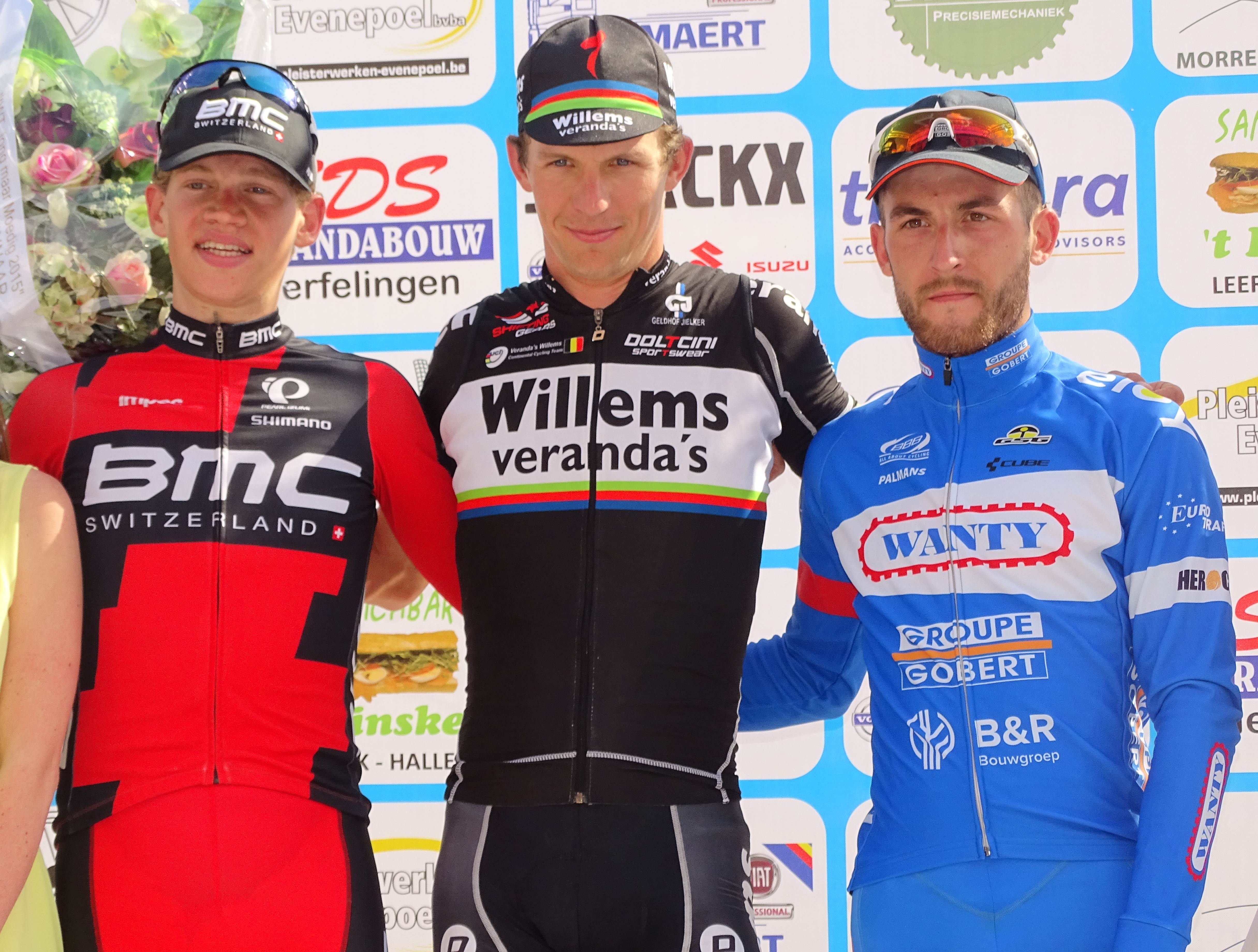
Podium de l'édition 2015 de l'Internationale Wielertrofee Jong Maar Moedig : Floris Gerts (2e), Dimitri Claeys (1er) et Tim De Troyer (3e).

### Palmarès sur route
- 2008[1]
  - Guido Reybrouck Classic
  - 2e de Gand-Menin
  - 3e du Grand Prix Bati-Metallo
- 2010
  - 3e du Grand Prix Nieuwkerken-Waas
- 2011
  - Grand Prix Criquielion
- 2012
  - Champion de Flandre-Orientale
  - Circuit Jean-Bart
  - 2e du championnat de Belgique espoirs
- 2014
  - 2e du Grand Prix de la ville de Zottegem
- 2015
  - Tour du Finistère
  - 3e de l'Internationale Wielertrofee Jong Maar Moedig

### Classements mondiaux
| Année                                 | 2012 | 2013 | 2014 | 2015 | 2016  |
| ------------------------------------- | ---- | ---- | ---- | ---- | ----- |
| Classement mondial                    |      |      |      |      | 1633e |
| UCI Europe Tour                       | 665e | nc   | 225e | 160e | 1091e |
| UCI Africa Tour                       | nc   | nc   | 141e | 115e | nc    |
|                                       |      |      |      |      |       |
| Légende : nc = non classéSource : UCI |      |      |      |      |       |